# Antonio Francisco Critana
Antonio (Francisco) (de) Critana (Almodóvar del Campo, ¿1548-1549? - 28 de noviembre de 1614) fue un jesuita y misionero español, fallecido en Japón.

## Biografía
Son confusos los datos sobre su año de nacimiento; lo más probable es que fuera 1548. Era pariente de San Juan de Ávila, también natural de Almodóvar del Campo. Estudió filosofía en Alcalá de Henares y parte de la teología; tenía el grado de licenciado en Artes; se ordenó sacerdote más o menos hacia 1569 (Maryks afirma que fue en 1573) y en ese mismo año empezó a servir en la Compañía de Jesús (otros dicen que en abril de 1571) que lo envió a hacer el noviciado en Sigüenza. Bartolomé Alcázar cuenta que el superior decidió hacer prueba de la constancia de otro novicio de trece años, el padre Francisco Calderón, ordenándole marchar a Alcalá de Henares a pie, sin viático y pidiendo limosna, y le encomendó a Antonio Francisco Critana acompañarlo; en efecto, aquel flaqueó y fue el padre Critana quien tuvo que pedir por los dos y al cabo consiguió devolverle la vocación. Critana no terminó los cursos de teología y, pese a estar ordenado, no pasó por ello de coadjutor, aunque resultó tan erudito en cuestiones sacras que los obispos de Japón le consultaban sus decisiones. Pasó luego a las casas de probación de Toledo, donde fue ministro siete años, y de Japón, adonde marchó en 1584 con el citado padre Francisco Calderón y donde transcurrieron los últimos treinta años de su vida. Según Maryks estudió japonés en Yamaguchi y profesó en 1592. En un informe del visitador de la Compañía de 1 de enero de 1593 se dice de él que había profesado tres de los cuatro votos, y lo siguiente:
P. Antonio Francisco Critana, castellano, de Almodóvar del Campo, diocesi de Toledo, de 43 años de edad, de flacas fuerzas, de 22 años de la Compañía, Acabó sus estudios y fue Licenciado en Artes. Y fue ministro algunos años de la Casa professa de Toledo. Sabe mediocremente la lengua. Quedó orden al P. Viceprovincial para hazerlo Coadjutor Spiritual formado este año.
Trabajó en el Colegio de Todos los Santos de Nagasaki desde 1598 hasta que fue expulsado durante la persecución de Tokugawa Ieyasu (1542-1616), más conocido como Daifu Sama y fundador del shogunato Tokugawa; fue desterrado a Manila y embarcó en Nagasaki, sintiéndose ya enfermo; en el navío murió el 28 de noviembre de 1614; no quisieron echar su cuerpo al mar, lo encerraron en un cajón calafateado y fue sepultado en la iglesia agustina recoleta de Mariveles (Bataán); sus restos fueron luego trasladados al colegio jesuita de Manila, donde yace actualmente. Han escrito sobre él el padre Francisco Colín en su Historia de Philipinas, el padre Juan Eusebio Nieremberg en el tomo III de sus Varones ilustres de la Compañía de Jesús y otros. Según Colín, se incoó su proceso de beatificación; pero en 1901 todavía seguía abierto, cuenta Robert A. Maryks.